# Bufonaria elegans
Bufonaria elegans is een slakkensoort uit de familie van de Bursidae. De wetenschappelijke naam van de soort is voor het eerst geldig gepubliceerd in 1836 door G.B. Sowerby II.